# Procerosuchus
Procerosuchus é um gênero extinto de Rauisuchia Rauisuchidae. Os fósseis foram coletados na Formação Santa Maria que pertence ao Carniano no Triássico. Foi localizado no Rio Grande do Sul, Brasil.  O gênero foi descrito pelo paleontólogo alemão Friedrich Von Huene, em 1942.

## Classificação
Inicialmente, Procerosuchus foi considerado como um Aetosauria juntamente com os gêneros Rauisuchia e Prestosuchus. Mais tarde, foi transferido por Huene para a família Rauisuchidae. Alfred Sherwood Romer foi o primeiro considerar o Procerosuchus como um possível Ornithosuchidae, mas mais tarde atribuído à família Prestosuchidae, que ele definiu em 1966. Em 1972, Romer atribui o Procerosuchus um possível membro da família Proterochampsidae. Krebs (1976) considerou ser uma Rauisuchia, assim como Chatterjee (1985) e Carroll (1988).
Procerosuchus foi sugerido para ser membro do subfamília Rauisuchinae. No entanto, o gênero ainda não foi incluído em qualquer das análises filogenéticas Rauisuchinae, e sua classificação permanece incerta. A taxonomia correta ainda está em discussão (a ordem agora é considerado parafilético) e da anatomia dos diversos táxons, incluindo Procerosuchus, ainda não foi completamente descrito. Procerosuchus não parece pertencer a um grupo identificado recentemente como monofilético de Rauisuchia denominado Clado X, que inclui poposaurids e ctenosauriscids.